# Eduard Ingriš
Eduard Ingriš (11. února 1905 Zlonice – 12. ledna 1991 Reno, Nevada, USA) byl český hudební skladatel, dirigent, cestovatel, dobrodruh, filmový dokumentarista, kameraman a fotograf.

## Život

### V Čechách
Ingriš se narodil ve Zlonicích u Slaného. V mládí se pokoušel studovat na Přírodovědecké fakultě Univerzity Karlovy a také na konzervatoři. Ještě v Československu se stal uznávaným hudebním skladatelem. Během pobytu na Svatojánských proudech, kde měl chatu, napsal v roce 1931 svou nejznámější píseň Teskně hučí Niagara. Byl autorem mnoha dalších písní a také napsal hudbu k jedenácti filmům (např. k filmu The Gallant One). Kromě toho napsal i šedesát operet, nejúspěšnější Rozmarné zrcadlo dosáhla 1600 repríz. V roce 1944 byl uvězněn gestapem, propuštěn byl po třech měsících. 

### Jižní Amerika
V roce 1947 odjel do Argentiny, ale než tam stačil dorazit, tak z něho Komunistický režim v Československu při zastávce v Brazílii udělal vetřelce s prošlým vízem. Proto se Ingriš po únoru 1948 rozhodl, že se do vlasti nevrátí. Z brazilského Belému se plavil proti proudu Amazonky a nakonec se po devíti měsících přes Andy a na falešné doklady dostal do Limy, kde se usadil a stal se vyhledávaným fotografem a kameramanem. Oficiálně portrétoval peruánského prezidenta Manuela Pradu, vyhrával mezinárodní fotografické soutěže a jeho fotografie uveřejňovaly i tak významné časopisy, jako Time a Life. Ve vlastní produkci vyrobil tři celovečerní filmy. Spolupracoval s Ernestem Hemingwayem při natáčení filmové podoby jeho románu Stařec a moře, setkal se také se známými českými cestovateli Jiřím Hanzelkou a Miroslavem Zikmundem. Pořídil jediné záběry z jejich pouti po Jižní Americe, kde jsou zachyceni oba cestovatelé současně (jinak vždy natáčel jeden z nich).
Ve svých 49 letech se Ingriš seznámil s věhlasným norským etnologem Thorem Heyerdahlem a rozhodl se potvrdit jeho teorii o migraci původních obyvatel Peru do Polynésie. Po jednom neúspěšném pokusu na balsovém voru Kantuta I musela být posádka zachráněna americkou lodí. V roce 1959 plavbu úspěšně zopakoval na voru Kantuta II.

### USA
V roce 1962 se Ingriš přestěhoval z Peru do Spojených států amerických, kde se oženil a usadil v South Lake Tahoe v Kalifornii. Jeho žena Nina (* 1931) byla také česká rodačka, pocházela z Brna a s rodiči utekla z Protektorátu Čechy a Morava 13. dubna 1945. Její otec Viktor Karpuškin byl kozák, a tak prchali před Rudou armádou.
Při uplatnění v USA Ingrišovi pomáhala i herečka českého původu Florence Marlyová a americký herec Grant Williams.

### Smrt a odkaz
V roce 1991 Eduard Ingriš ve věku 85 let zemřel v nevadském Renu. Urna s jeho ostatky byla přepravena do jeho rodných Zlonic a zde uložena. Jeho vdova paní Nina Ingrišová pak obrovský archiv svého manžela věnovala České republice. O převoz celé tuny Ingrišových písemností, notových záznamů, nahrávek, fotografií i filmů se v roce 2001 zasloužil Miroslav Zikmund. Ingrišův archiv předtím spolu s Petrem Horkým a Miroslavem Náplavou zrevidoval a poté bylo 1100 kg archiválií dopraveno do Česka. Jeho fond byl zachráněn a nyní se nachází v Muzeu jihovýchodní Moravy ve Zlíně, kde je fotografická část pozůstalosti digitalizována.
Nina Ingrišová se roku 2002 vrátila dožít do rodného Brna. Syn Eduard Ingriš ml. žije s rodinou v Praze.